# Abdelkader Boussaid
Abdelkader Boussaid (en arabe : عبد القادر بوسعيد) est un footballeur algérien né le 19 mars 1992 à Chlef. Il évolue au poste de milieu défensif à l'ASO Chlef.

## Biographie
Il évolue en première division algérienne avec son club formateur, l'ASO Chlef et de la JSM Skikda. Il dispute actuellement 76 matchs en inscrivant 4 buts en Ligue 1.